# Madalag
Madalag (Bayan ng Madalag) är en kommun i Filippinerna. Kommunen ligger på ön Panay, och tillhör provinsen Aklan. Folkmängden uppgår till 18 389 invånare år 2015.

## Barangayer
Madalag är indelat i 25 barangayer.
| - Alaminos - Alas-as - Bacyang - Balactasan - Cabangahan - Cabilawan - Catabana - Dit-Ana - Galicia - Guinatu-an - Logohon - Mamba - Maria Cristina | - Medina - Mercedes - Napnot - Pang-Itan - Paningayan - Panipiason - Poblacion - San Jose - Singay - Talangban - Talimagao - Tigbawan |